# La lúgubre góndola

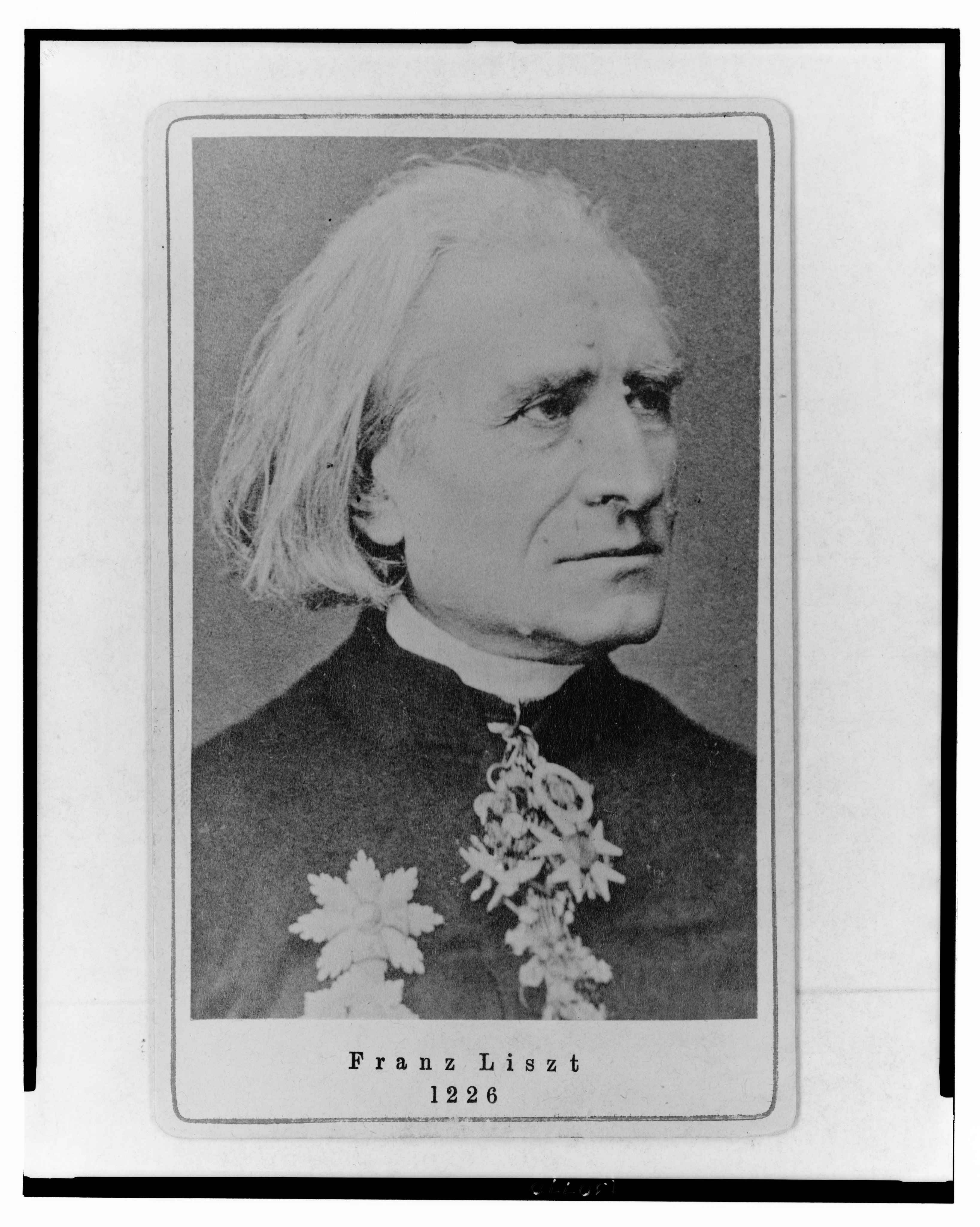
Franz Liszt - 1880

Franz Liszt escribió dos piezas tituladas La lúgubre góndola, ambas relacionadas con la muerte de su yerno Richard Wagner. Compuso la primera en 1882 en Venecia, la segunda en 1885. La primera Góndola  se publicó póstumamente en 1927, la segunda Góndola se publicó en 1886. Sus números de registro en el catálogo del compositor son S.200/1 y S.200/2.

## Relaciones entre Liszt y Wagner

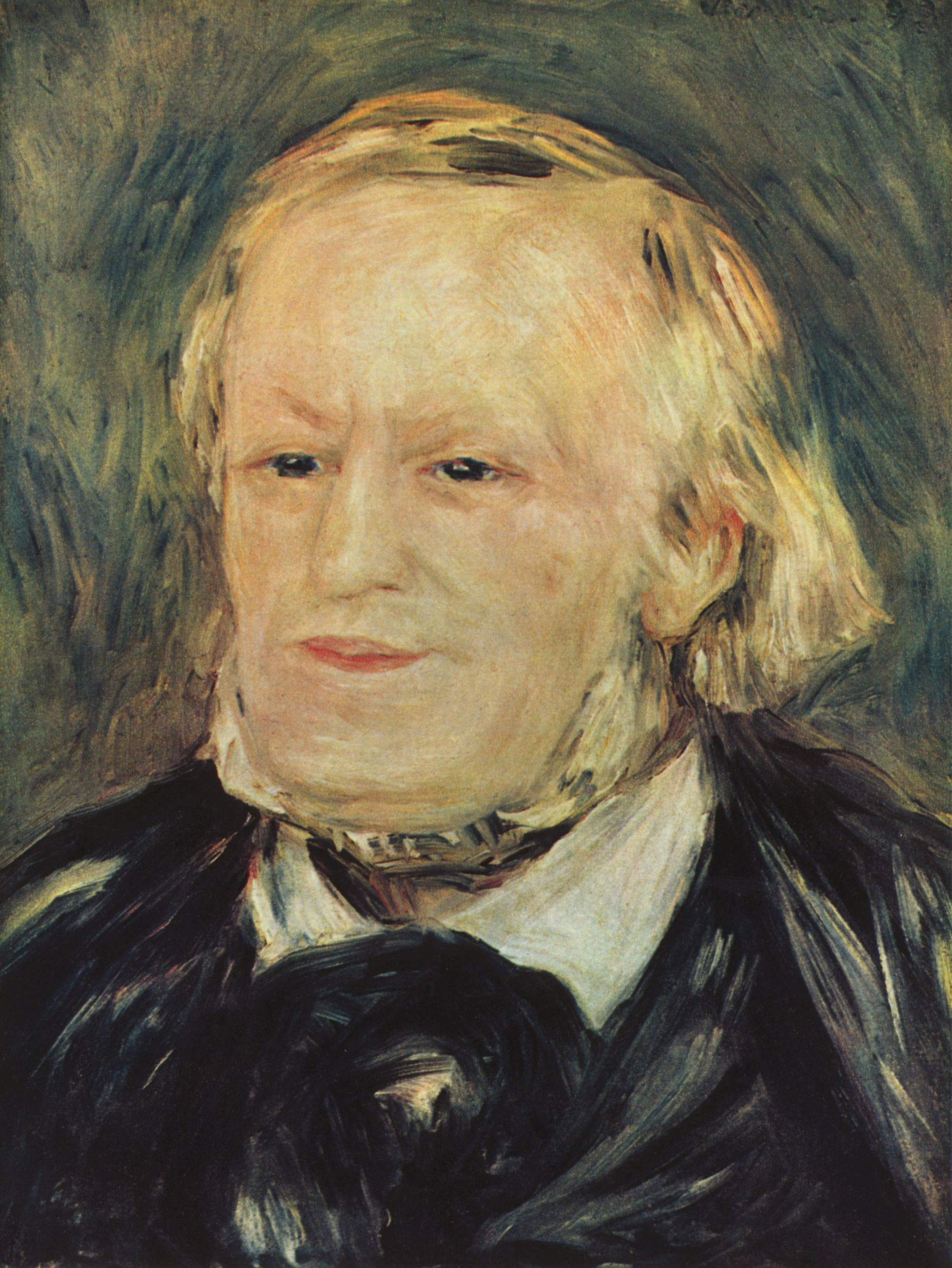
Pierre-Auguste Renoir - Retrato de Wagner - 1882

Liszt había reconocido sin reservas el talento trascendental y el genio musical de Wagner y le ayudó mucho en el reconocimiento de sus obras, al mismo tiempo que pasaba por alto con benevolencia sus debilidades humanas. Su relación se agrió sólo cuando Wagner “se enamoró de Cosima” a mediados de la década de 1860. El entonces marido de Cosima, Hans von Bülow, no sólo era yerno de Liszt, sino también su amado alumno. La relación entre Liszt y los Wagner no se restableció hasta 1872.
La relación de Wagner con Liszt era más contradictoria. Al principio amaba las obras de Liszt, pero después a veces lo mencionaba con gratitud, a veces tenía celos de él, en otras ocasiones estaba especialmente molesto y perturbado por la manera de ser de Liszt, su estilo de vida, su catolicismo... y sus obras. "Wagner escuchaba las piezas antiguas, modernas y minimalistas de Liszt con una inquietud incomprensible, parece que ni siquiera el genio podía ver más allá de su obra completa..." - afirmó a este respecto György Czigány.
Durante la visita, Cosima también mencionó en su diario la opinión crítica de Wagner (de acuerdo con el diario): "... Richard habla de las últimas obras de mi padre. Las encuentra completamente carentes de sentido y lo expresa profunda y agudamente. Le pido que hable con mi padre sobre esto y lo saque de sus malos caminos. Sin embargo, no creo que lo haga. Me voy a descansar tristemente, pero la idea de una carta que Richard quiere escribirle a mi padre no me deja descansar”.

## Nacimiento de las obras.

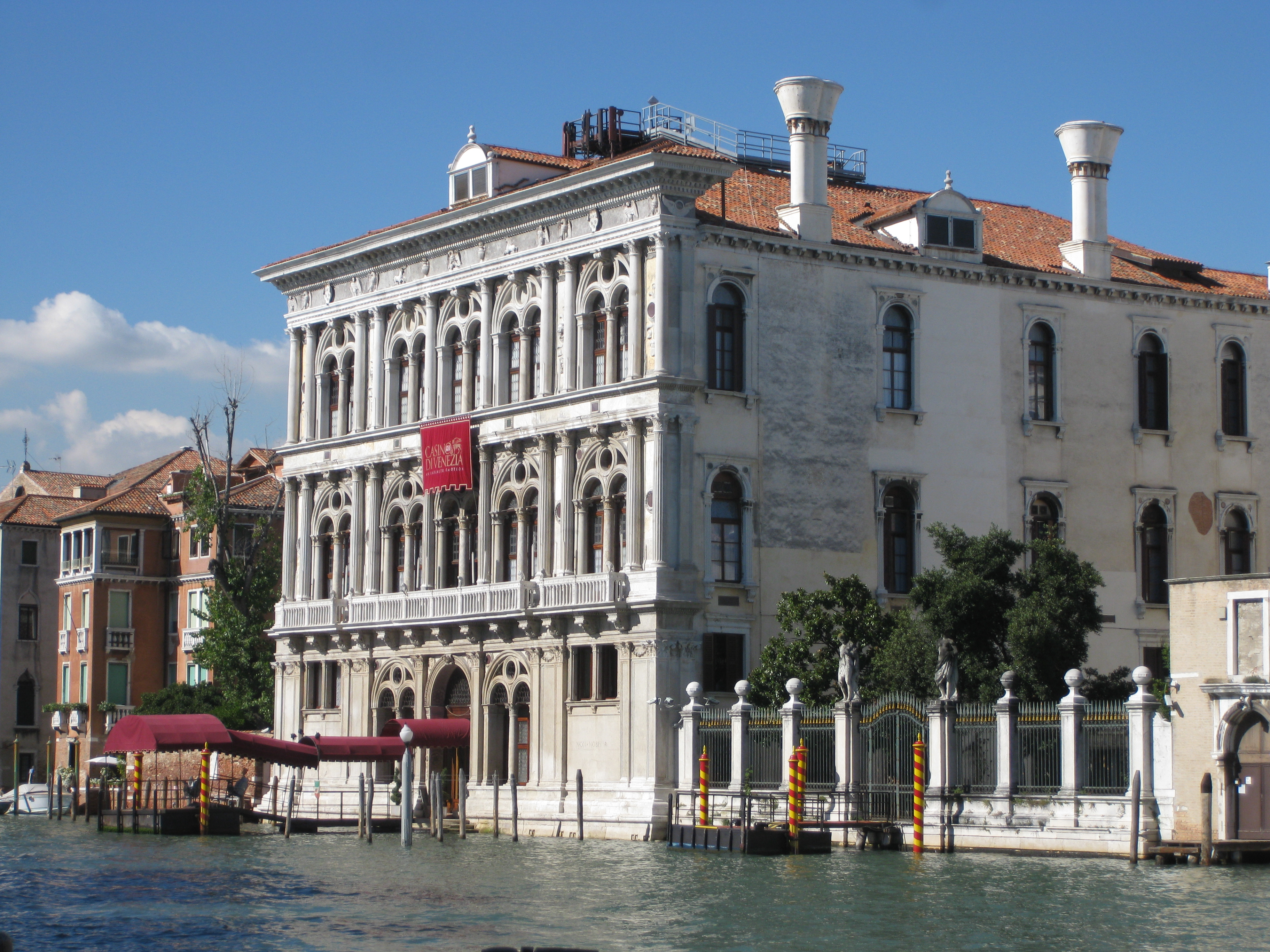
Venecia - Ca' Vendramin

El 19 de noviembre de 1882 Liszt viajó a Venecia para visitar a su buen amigo y yerno Richard Wagner y a su esposa Cosima, hija de Liszt, en su casa del Palazzo Vendramin.  
Al ver la mala salud de Wagner, Liszt se sintió atormentado por un mal presentimiento, y en medio de sus malos augurios, seis semanas antes de la muerte de Wagner, escribió su primera pieza para piano, La lúgubre góndola. "Llevo un dolor profundo en mi corazón, debe estallar en sonidos aquí y allá." - escribió para explicar el origen de La lúgubre góndola. El 7 de enero de 1883 (Wagner todavía estaba vivo en ese momento), en una carta dirigida a su querida amiga Olga von Meyendorff, escribió sobre el trabajo de composición de la obra: "... durante las últimas dos semanas no he hecho más que escribir música. En mi cerebro palpita el movimiento de las palas de una lúgubre góndola. Intenté escribir esto, y tuve que reformularlo dos veces, lo que luego me trajo más cosas tristes a la mente, y tuve que seguir garabateándolo en la partitura, dejando todo lo demás aparte."
La segunda Lúgubre góndola la compuso después de la muerte de Wagner, pero ambas son piezas extremadamente expresivas y hablan honestamente de la tristeza humana. "Como lamentos y piezas de duelo, encajan perfectamente en la serie de sus últimas composiciones. En lo que quizás las diferencian y en lo que las une: el dolor personal" - escribe Klára Hamburguer.
Investigaciones más recientes pueden cambiar la fecha de origen de las dos Lúgubres góndolas, según informa Adrienne Kaczmarczyk. Según opiniones anteriores, se creía que la primera era una precuela de la segunda. Sin embargo, recientemente han salido a la luz dos copias de la obra para piano, de diciembre de 1882 y  11 de enero de 1883, que, sin embargo, forman parte de la segunda. Las dos composiciones de La lúgubre góndola las dedicó al compositor veneciano Ugo Bassani. No hay datación en el manuscrito de la Primera, que se considera anterior, pero en realidad es posterior a los borradores venecianos, por lo que en realidad es la Segunda.
Wagner murió en Venecia el 13 de febrero de 1883 y la larga procesión fúnebre hasta Bayreuth comenzó con el traslado en góndola funeraria a la estación de tren de Santa Lucía de Venecia. 
En relación con la muerte de Wagner, Liszt escribió otras dos piezas además de las dos de La lúgubre góndola, tituladas R.W. Venezia ( S.201 ) y La tumba de Richard Wagner ( S.202 ) y compuso ambas en marzo de 1883.

## Análisis musical

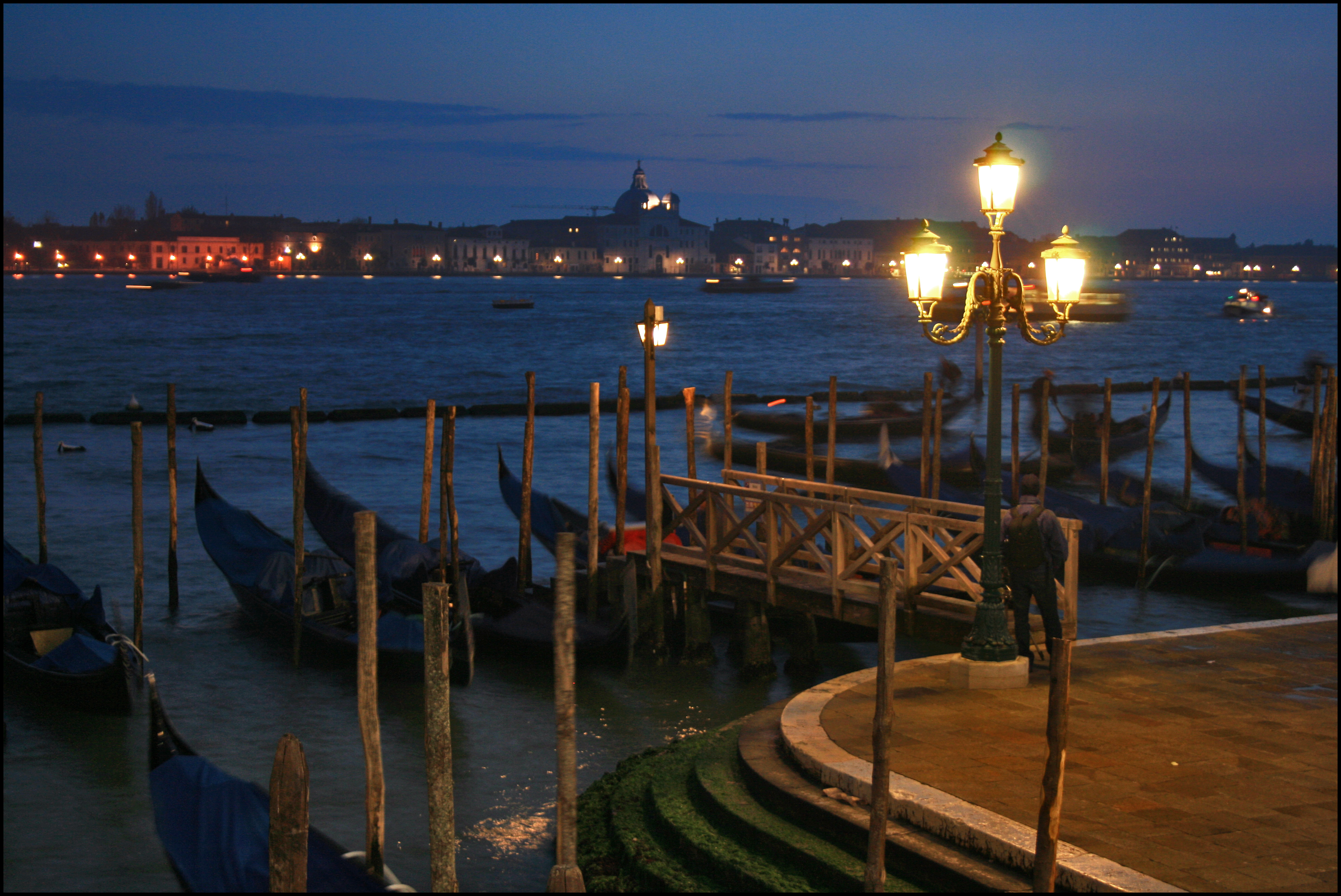
Venecia. Góndolas

En realidad, las dos piezas pueden interpretarse como variantes entre sí, pero también se puede descubrir un parentesco basado en sus rasgos estilísticos comunes ya que comparten un motivo común característico. El propio Liszt escribió sobre esto en la portada de su otra obra (En la tumba de Richard Wagner), que también fue creada en relación con la muerte de Wagner: "Wagner advirtió una vez que su motivo de Parsifal era similar al motivo de mi Excelsior que escribí antes (La introducción a Las Campanas de Estrasburgo). Quiero que este recuerdo permanezca. En él logró lo grande y sublime en nuestro tiempo." Este motivo es el tema de la comunión, que en su forma original es do-mi-sol-lá, lo mismo que sol-si-re-mi en la obra citada de Liszt. Liszt modificó esta fórmula haciéndola más dolorosa, convirtiéndola en un tresillo extendido y una segunda menor que coincide con una de sus notas.
La primera lúgubre góndola comienza inmediatamente con el "motivo clave" indicado, como un ostinato bajo de 6/8 que se balancea como una góndola. Encima se escucha una parte melódica, que termina con notas dolorosas después del clímax y luego se repite toda esta parte un poco más abajo. Después el ostinato pulsante desaparece y en su lugar se tocan los arreglos del tema, luego el tema original en el que podemos reconocer varias veces el "motivo clave", y luego la obra termina, desvaneciéndose hasta hacerse apenas audible.
La segunda lúgubre góndola es una pieza de cinco partes con forma de puente (A, B, C, variante B, variante A). Aquí también se repite el tema, esta vez más profundo, y el conocido "motivo clave" también está presente en el bajo. Estas voces regresan al final de la obra, modificadas. La primera sección es principalmente música monofónica, seguida por la melodía en la sección B. En la sección central, C, se tocan acordes con modos alternos por encima de los acordes del octavo movimiento de la mano izquierda. A la variante AB le sigue la versión de la sección A que inicia la obra, y luego la pieza termina con el "motivo clave" monofónico. 
Se puede apreciar que la primera línea melódica de La segunda lúgubre góndola está inspirada en las interminables melodías de Wagner, y las séptimas disminuidas no resueltas y las frases inacabadas recuerdan el Preludio de Tristán e Isolda de Wagner. Liszt luego desarrolla este planteamiento en una línea más lírica y romántica.
De esta obra también compuso una versión un poco más desarrollada para violín (o violonchelo) y piano. En esta versión de cuerda reemplazó los últimos tres compases con una coda de veinte compases y es una formulación intermedia entre las dos piezas para piano ya que no contiene las modificaciones menores de la versión publicada en 1886 de la Segunda lúgubre góndola.